# Kalabalik på Rivieran
Kalabalik på Rivieran (franska: Le Gendarme en balade) är en fransk-italiensk komedifilm från 1970 i regi av Jean Girault.
Filmen är den fjärde i en serie med sex filmer om gendarmeriet i Saint-Tropez med Louis de Funès i huvudrollen.

## Rollista i urval
- Louis de Funès - kvartermästare Ludovic Cruchot
- Claude Gensac - Josepha Cruchot
- Michel Galabru - polischef Jérôme Gerber
- Christian Marin - gendarm Albert Merlot
- Jean Lefebvre - gendarm Lucien Fougasse
- Guy Grosso - gendarm Gaston Tricard
- Michel Modo - gendarm Jules Berlicot

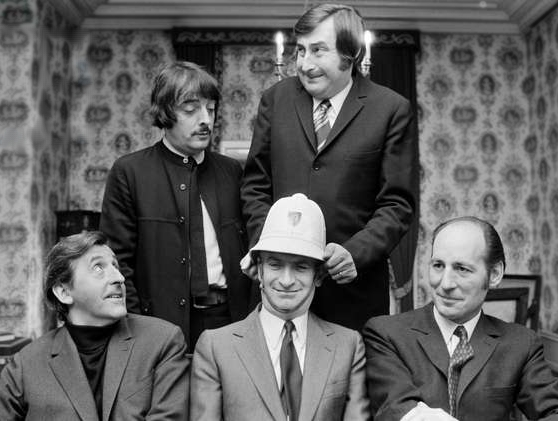
Ensamblen medurs med Louis de Funès iklädd kask, Jean Lefebvre, Guy Grosso, Michel Modo och regissören Jean Girault.

- Nicole Vervil - Mme Gerber
- France Rumilly - syster Clotilde
- Dominique Davray - abbedissan
- Yves Vincent - översten